# Imberg (Sonthofen)
Imberg (mundartlich: Imbearg) ist ein Gemeindeteil der Stadt Sonthofen im bayerisch-schwäbischen Landkreis Oberallgäu.

## Geographie
Das Dorf liegt circa zwei Kilometer südöstlich des Stadtgebiets von Sonthofen am Fuße des Imberger Horns und des Sonthofner Hörnle. Westlich von Imberg fließt der Löwenbach und nördlich die Ostrach.

## Ortsname
Der Ortsname stammt vom althochdeutschen Wort ida für Spalt bzw. Quelle und bedeutet (Siedlung an/auf dem) Berg, der einen Spalt aufweist oder auf dem eine Quelle entspringt. Die Abstammung vom mittelhochdeutschen Wort iwe für Eibe gilt als eher unwahrscheinlich.

## Geschichte

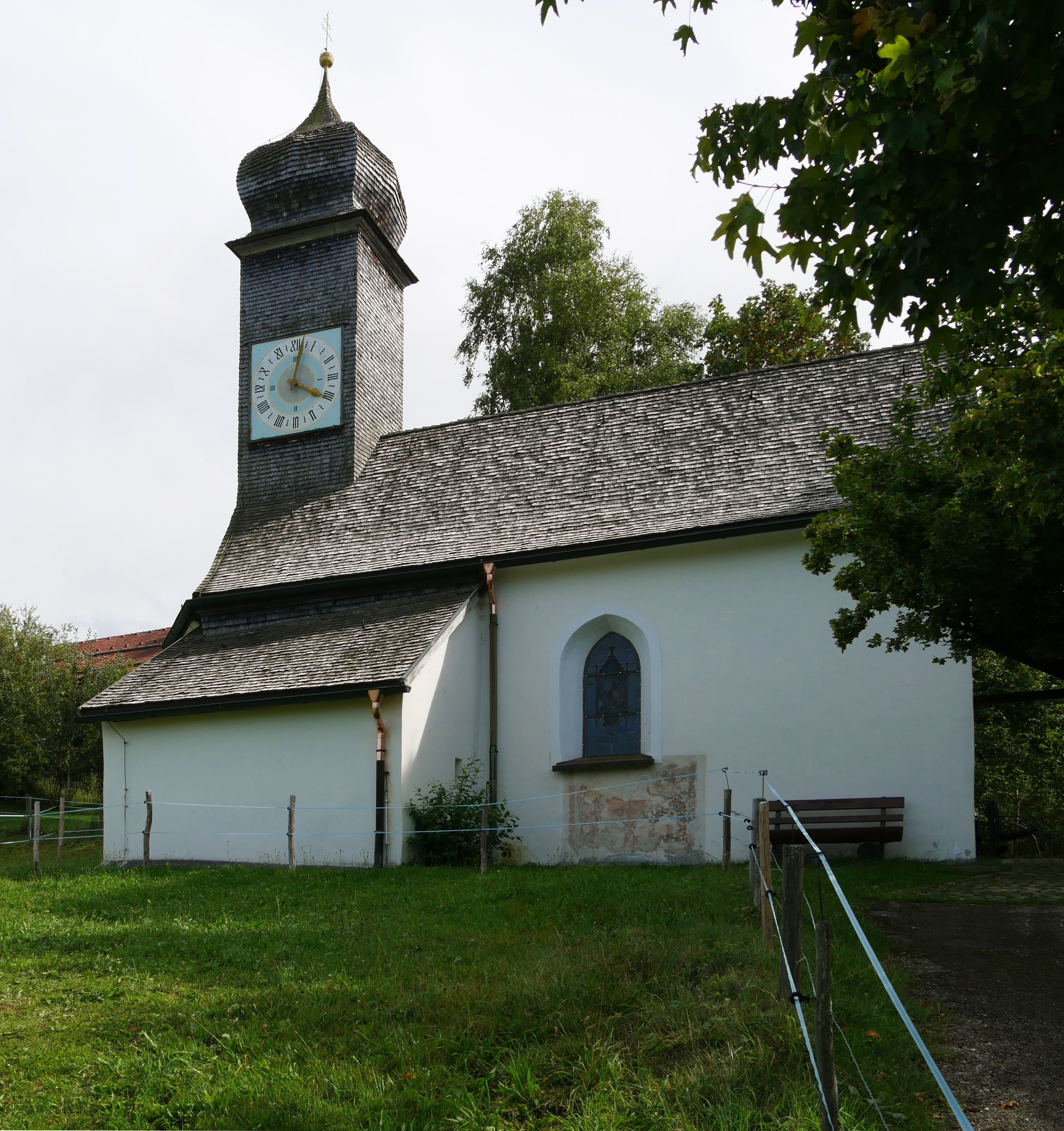
Kapelle St. Katharina und Silvester

Imberg wurde erstmals urkundlich um 1145 bis 1150 erwähnt, als der Priester von Hindelang Oggoz sein Gut in Hiberc dem Kloster Ottobeuren übergibt. Um 1185 erwarb das Kloster St. Ulrich in Augsburg Besitz in Iberch. Im Jahr 1451 wurden 34 rotenfelsische Eigenleute und zwei stiftskemptische Güter ze Yberg gezählt. Zu dieser Zeit fand Eisenerz-Bergbau im Ort satt. 1496 wurde die Kapelle St. Katharina und St. Silvester erbaut. Im Jahr 1621 befanden sich 32 Feuerstätten in Imberg. Im Jahr 1650 wurden 19 Wohnhäuser und im Jahr 1785 28 Wohnhäuster in Imberg gezählt.

## Baudenkmäler
Siehe: Liste der Baudenkmäler in Imberg

## Persönlichkeiten
- Willibald Rapp (1873–1951), Landwirt und Schriftsteller